# Abbatiale Saint-Austremoine d'Issoire
Pour les articles homonymes, voir Austremoine.
L'abbatiale Saint-Austremoine est un édifice de style roman auvergnat situé à Issoire,  en France.
Elle fait partie des cinq églises romanes d'Auvergne dites « majeures », avec la basilique Notre-Dame-du-Port de Clermont-Ferrand, la basilique Notre-Dame d'Orcival, l'église de Saint-Nectaire et l'église Notre-Dame de Saint-Saturnin.

## Localisation
L'abbatiale est située sur le territoire de la commune d'Issoire, dans le département du Puy-de-Dôme en région Auvergne-Rhône-Alpes.

## Historique
L'abbatiale Saint-Austremoine est une ancienne abbatiale bénédictine construite durant le premier tiers du XIIe siècle et plus précisément vers 1130, ce qui en fait la deuxième des cinq églises majeures d'Auvergne.
Elle est dédiée à Austremoine de Clermont ou Stremonius, premier évêque de Clermont et évangélisateur de l'Auvergne à la fin du IIIe siècle.
Après avoir ravagé Le Malzieu-Ville, le capitaine Matthieu Merle s'empare d'Issoire le 15 octobre 1575. Il essaie de brûler Saint-Austremoine, mais n'y parvenant pas, contrarié, il fait écorcher vifs trois religieux.
Elle fait l'objet d'un classement au titre des monuments historiques depuis 1840 : elle fait partie de la première liste de monuments historiques français, la liste des monuments historiques protégés en 1840, qui comptait 1 034 monuments.
Les restaurations du XIXe siècle ont rendu à l'église sa polychromie intérieure (entre 1857 et 1859).
Le 3 juillet 2016, dans la matinée, un feu se déclare dans l'église. L'incendie, rapidement maîtrisé, était d'origine criminelle. Les dégâts sont limités à du mobilier et un tableau.

## Dimensions
- Longueur totale (extérieur) : 69,30 m
- Longueur de la nef entre narthex et transept : 32,40 m
- Largeur  de la nef (extérieur) : 18,80 m
- Largeur de la nef (intérieur) : 16,90 m
- Longueur bâtiment ouest (extérieur) : 24,00 m
- Largeur bâtiment ouest (extérieur) : 8,50 m
- Longueur du transept (extérieur) : 31,50 m
- Porte-à-faux des bras du transept (extérieur) : 6,50 et 5,90 m
- Largeur de maison transversale (intérieur) : 7,60 m
- Débords bâtiment ouest : 2,10 m et 3,10 m
- Hauteur de la nef centrale : 18,80 m
- Hauteur du chœur : 14,90 m
- Hauteur des allées : 9,60 m
- Hauteur du dôme traversant : 23,30 m

## Architecture

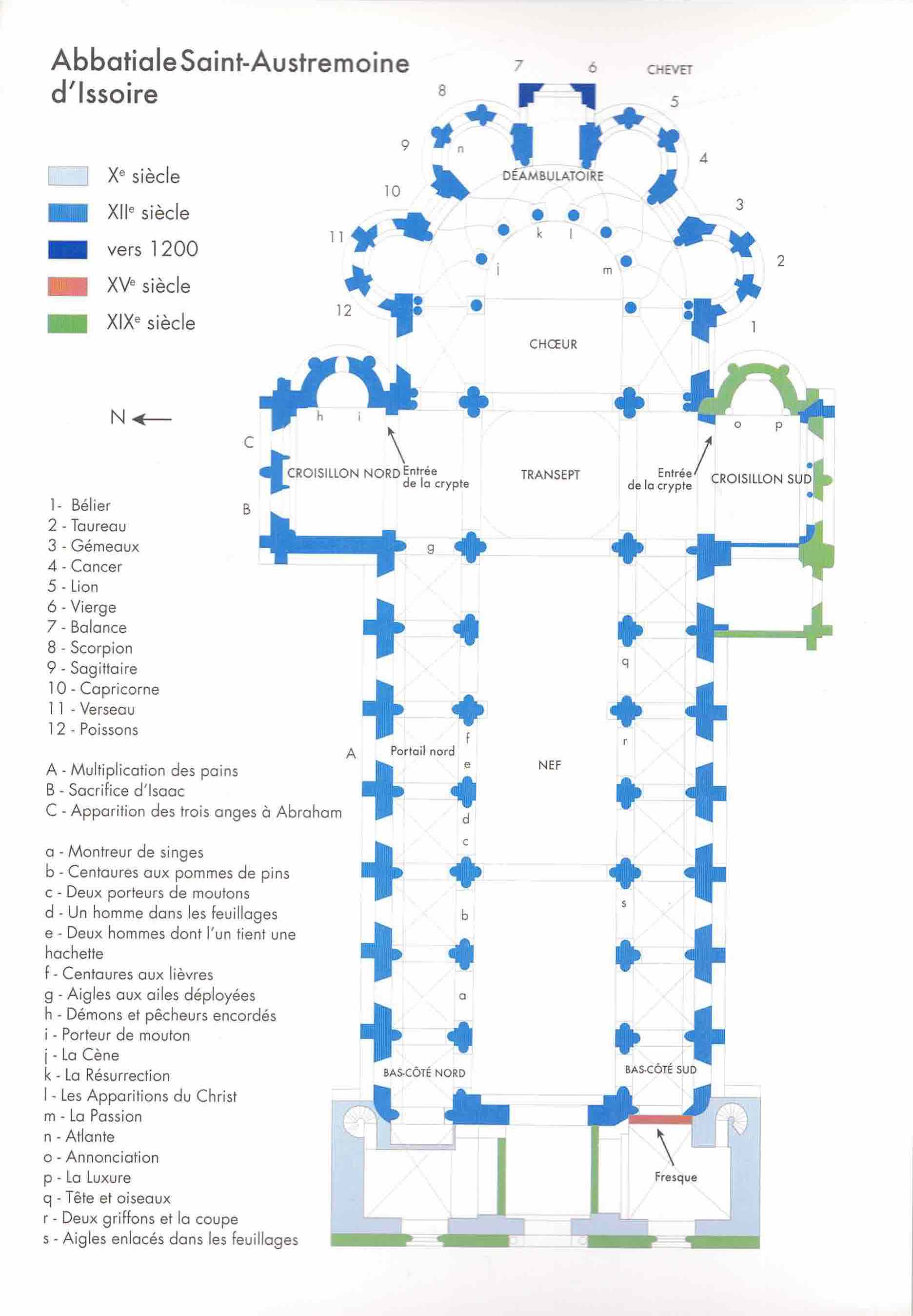
Plan de l'église abbatiale.

### Structure du chevet

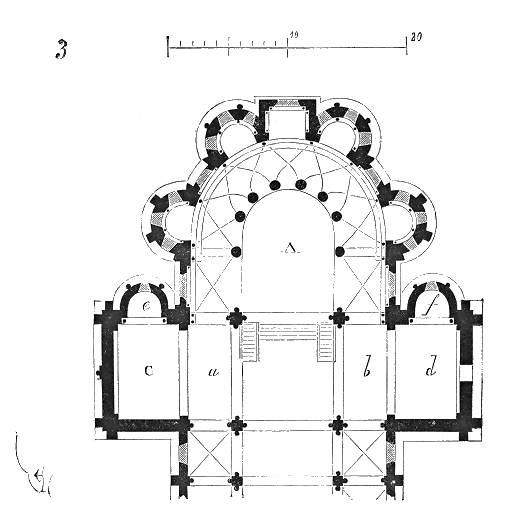
Chœur et transept. Dessin d'Eugène Viollet-le-Duc.

L'abbatiale Saint-Austremoine, construite en arkose (une sorte de grès), présente un remarquable chevet roman auvergnat constitué d'un étagement de volumes de hauteur croissante :
- deux absidioles adossées aux bras du transept ;
- quatre chapelles rayonnantes ;
- la chapelle axiale rectangulaire ;
- le déambulatoire ;
- le chœur ;
- les bras du transept ;
- le massif barlong ;
- le clocher octogonal.

Des cinq églises auvergnates dites majeures, l'abbatiale Saint-Austremoine d'Issoire est celle qui possède le chevet le plus imposant, car elle est la seule à posséder une chapelle axiale rectangulaire en plus des chapelles rayonnantes.
La silhouette caractéristique et l'élan vertical des chevets romans auvergnats sont dus au massif barlong, ce parallélépipède allongé transversalement qui surmonte la croisée du transept et est couronné par le clocher. L'élévation progressive des volumes est encore accentuée par les deux toits en appentis du massif barlong, qui encadrent la naissance du clocher.

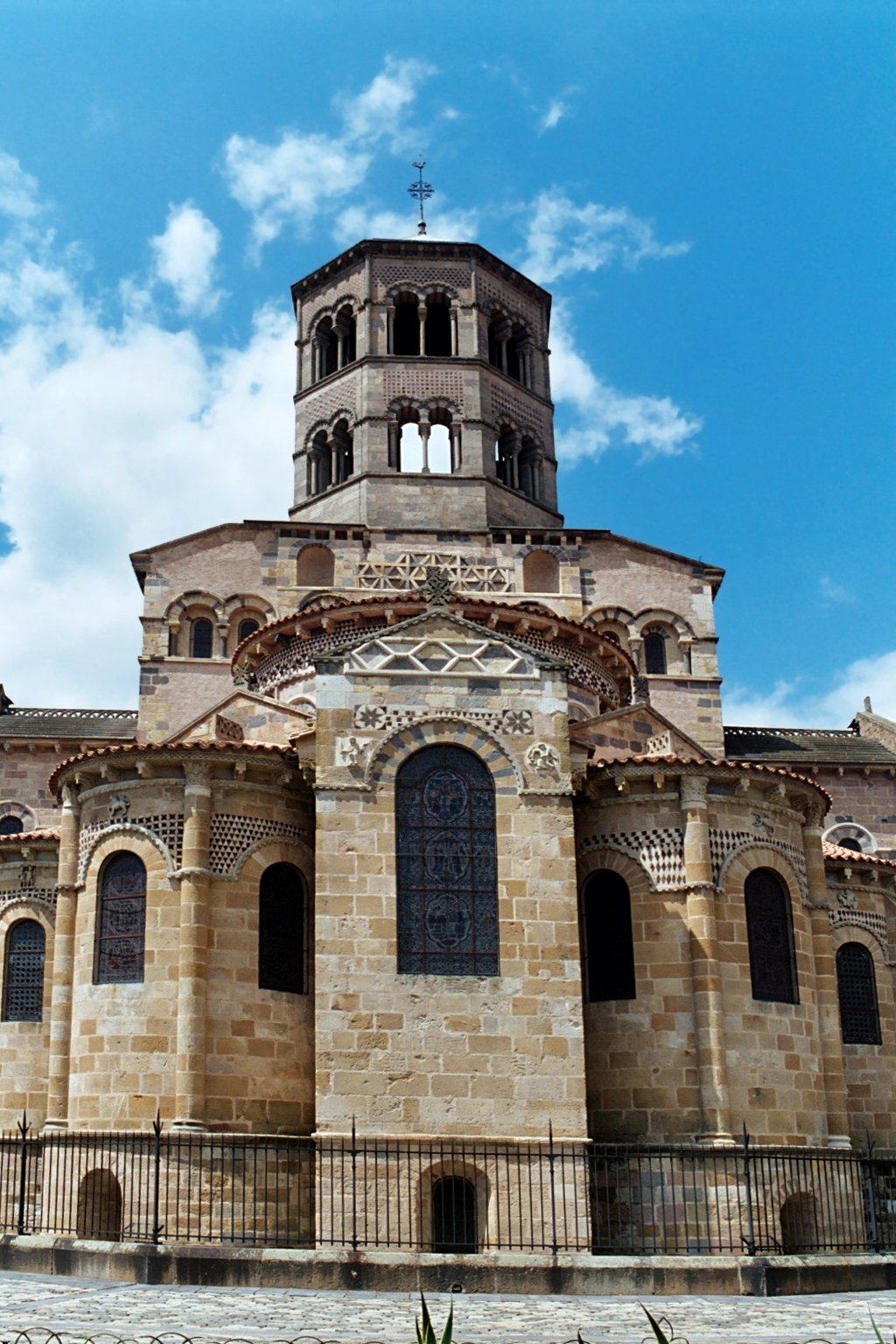
La chapelle axiale, le massif barlong et le clocher.
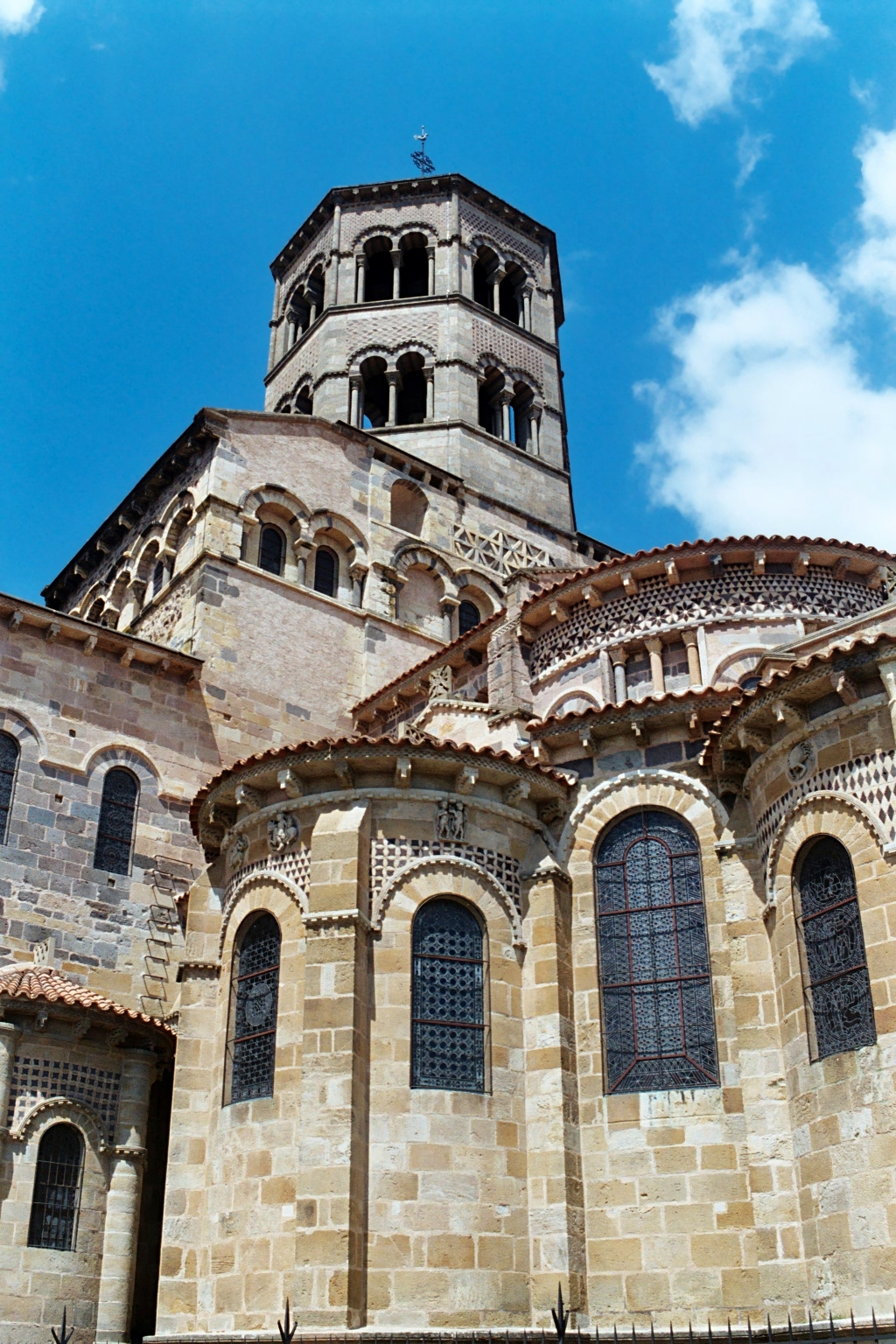
Le chevet, le massif barlong et le clocher.
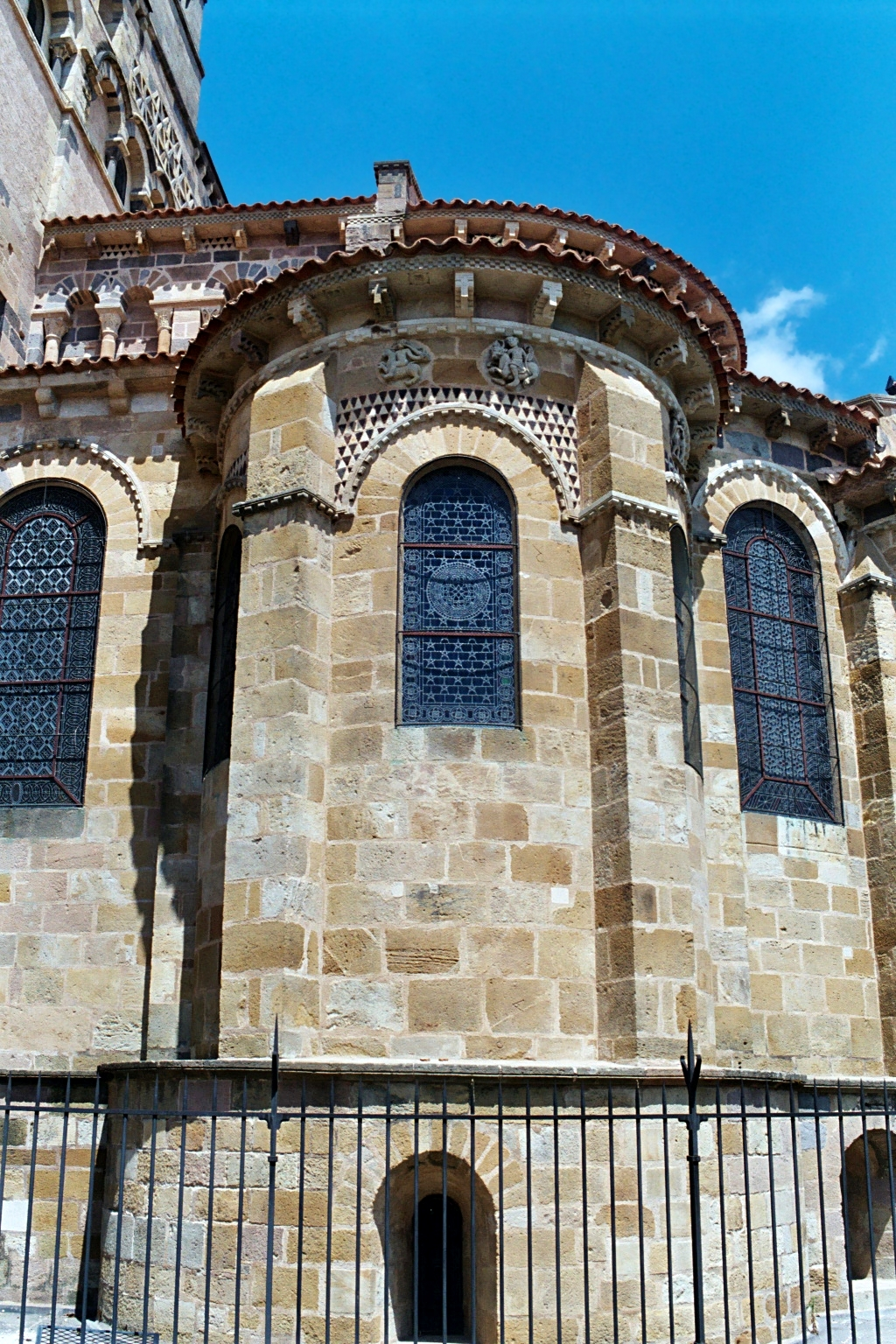
Chapelle rayonnante.

### Décoration du chevet

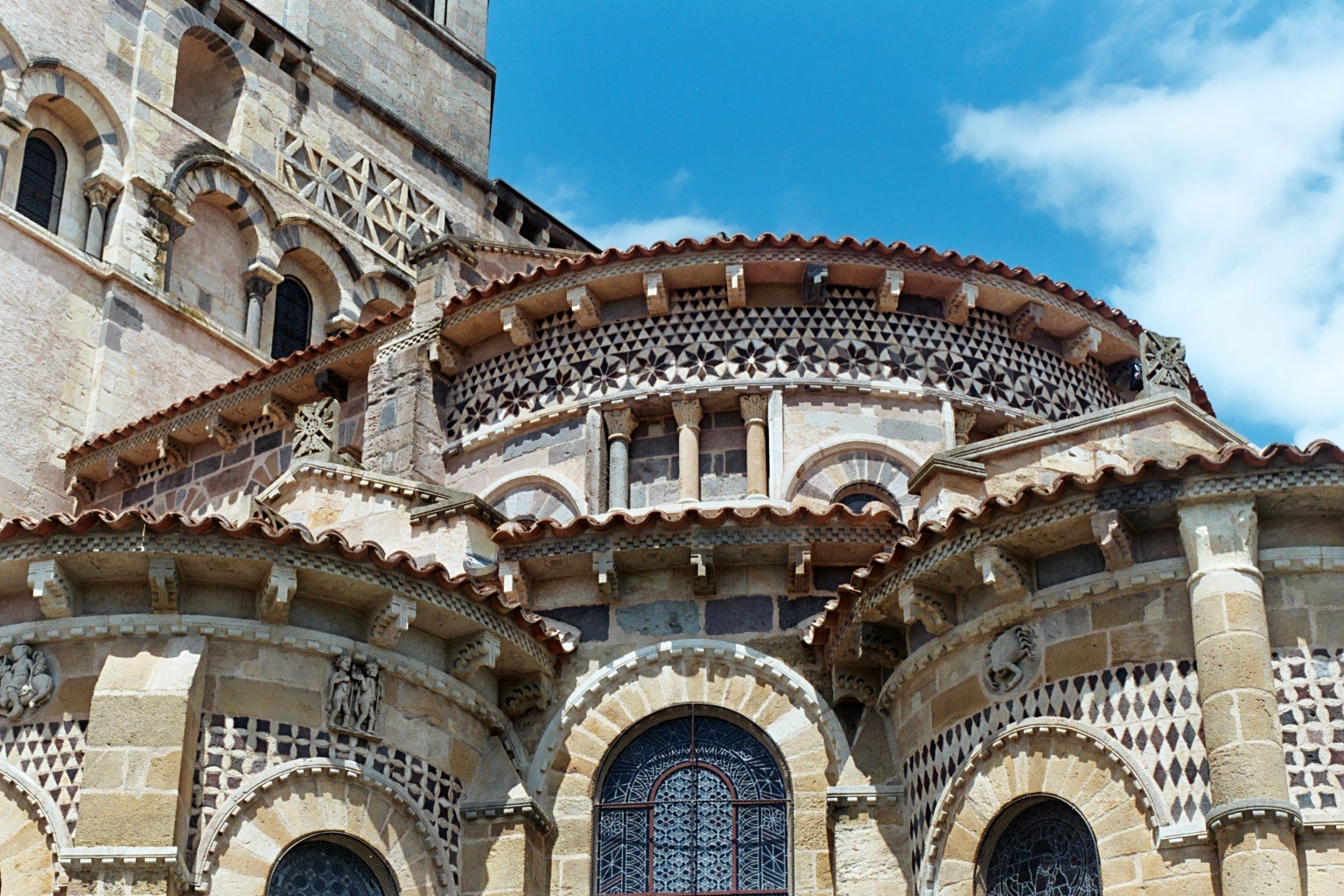
La décoration du chevet.

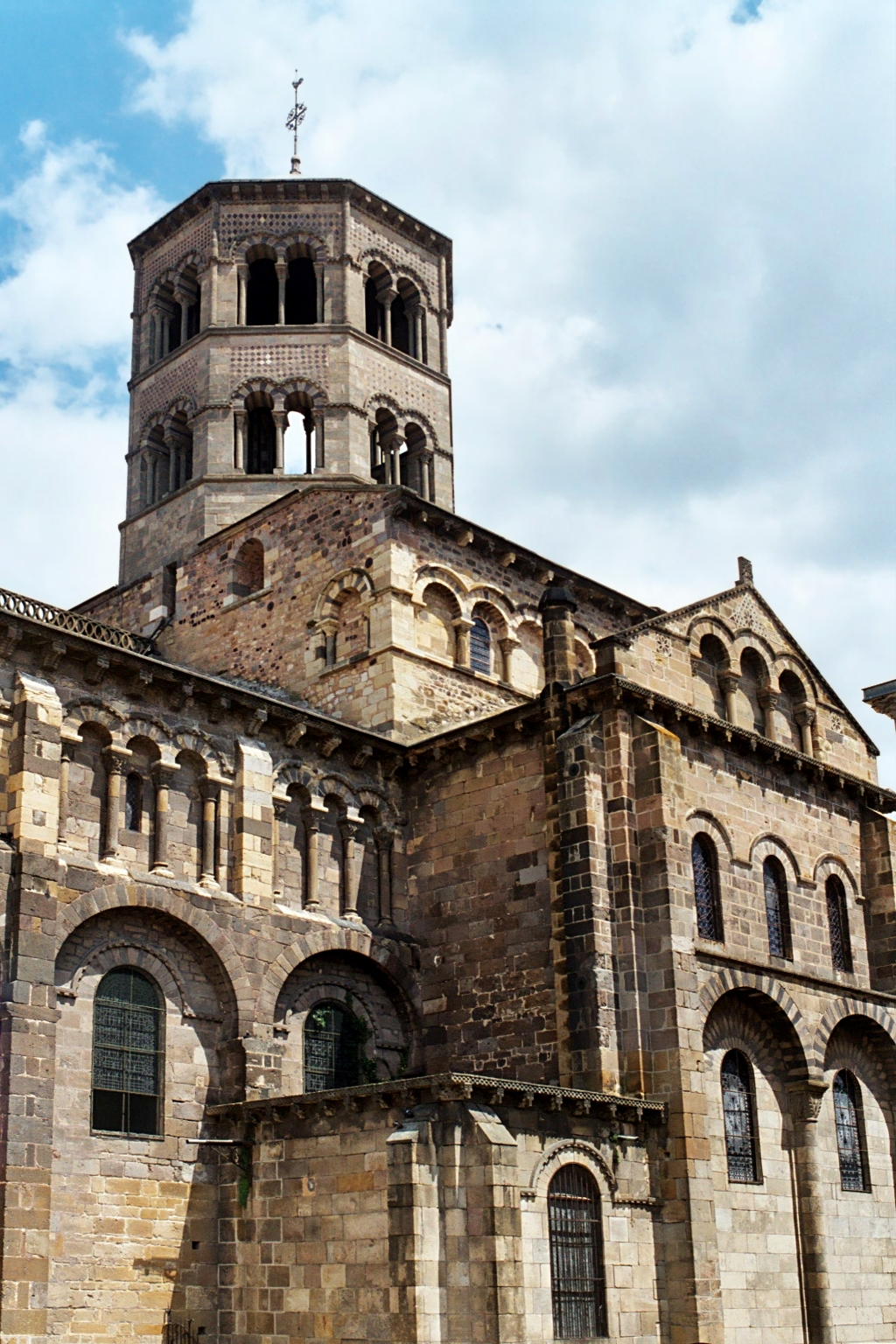
La façade méridionale et le clocher.

Le chevet possède une décoration remarquable par son abondance et sa polychromie, obtenue par l'utilisation de basalte.
Le chœur, le déambulatoire et les chapelles rayonnantes, tous couverts de tuiles, possèdent une corniche largement débordante ornée d'une frise en damier et soutenue par des modillons à copeaux.
Sous la corniche du chœur se déploie une mosaïque polychrome (opus sectile) de triangles et de rosaces réalisée en basalte. Sous ces mosaïques, les fenêtres du chœur alternent avec des loges rectangulaires abritant chacune trois colonnettes.
Les chapelles rayonnantes et la chapelle axiale sont ornées des signes du zodiaque, symboles, à l'époque, de l'ordre et de la complexité de l'univers et de mosaïques faites de motifs géométriques en basalte.
Les arcs des fenêtres du déambulatoire et des chapelles sont bordés d'un cordon de billettes tandis que l'arc de la fenêtre de la chapelle axiale est orné de claveaux polychromes et surmonté d'un décor de baguettes.
Chacune des chapelles rayonnantes est adossée à un pignon, surmonté d'un fronton triangulaire, bordé d'un cordon de billettes et couronné d'une croix de pierre faisant office d'antéfixe.
On retrouve des ornements similaires sur le massif barlong, les bras du transept, le clocher et les façades de la nef : claveaux polychromes, cordons de billettes, frises de damier, mosaïques de basalte, décor de baguettes…

### Façades latérales
La structure des façades latérales de la nef est en tout point semblable à ce que l'on peut observer à la basilique Notre-Dame-du-Port de Clermont-Ferrand et à l'église de Saint-Nectaire : les fenêtres des façades latérales de la nef, bordées d'un cordon de billettes, sont logées sous de grands arcs de raidissement surmontés de triplets de baies aveugles.

## Décoration intérieure
L'intérieur surprend le visiteur par sa polychromie du XIIIe siècle, restituée par les travaux de restauration effectués entre 1857 et 1860, par le peintre Anatole Dauvergne (1812-1870), pour 60 000 francs-or. Ces peintures, aux couleurs vives à dominante rouge-brun, sont d'esprit roman et ont été réalisées selon la technique de la fresque (a fresco), assez rare en France où la technique a secco était la plus courante, ce qui pourrait suggérer des « origines méridionales, voire italiennes des exécutants de ce décor ». Entre autres scènes : Ève fuyant le jardin d'Eden.

### Chapiteaux du chœur

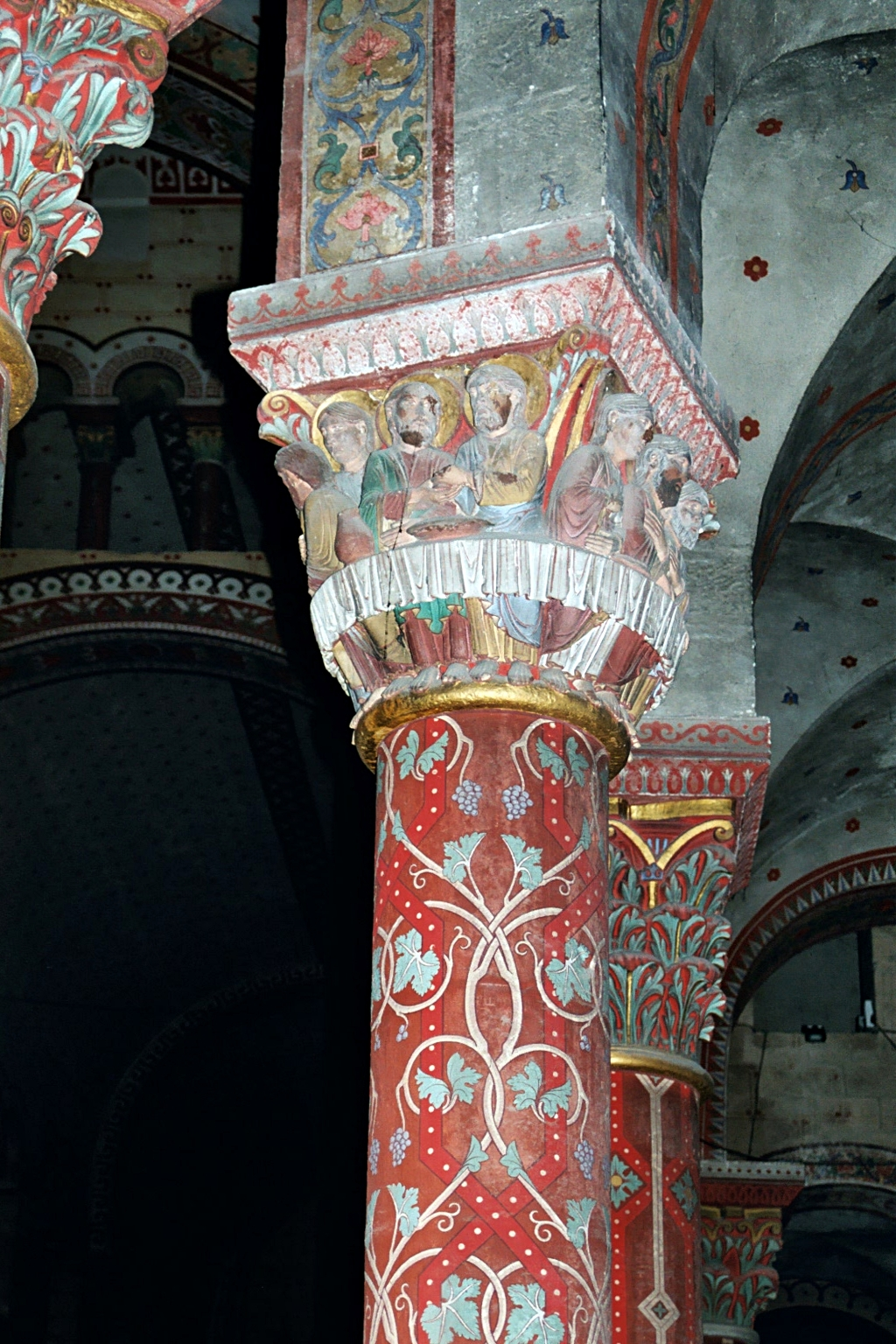
Le chapiteau de la dernière Cène.

Le chœur est entouré de huit colonnes couronnées de chapiteaux historiés supportant des arcs surhaussés surmontés d'une deuxième série de baies.
Le chapiteau le plus connu est celui de la dernière Cène (deuxième à gauche), reconnaissable à la nappe qui entoure la corbeille du chapiteau.
Quatre des huit chapiteaux de l'abside sont sculptés de figures narratives, les autres de feuillages élaborés. Le programme iconographique n'offre pas les subtilités de la basilique Notre-Dame-du-Port de Clermont-Ferrand ou de l'église de Saint-Nectaire.
Il s'agit du cycle du temps pascal, du Jeudi saint à la Résurrection de Jésus. Le premier chapiteau du côté nord montre la dernière Cène. Deux stations de la Passion du Christ lui font face : la Flagellation de Jésus et le Portement de la Croix. Les chapiteaux centraux sont dédiés aux événements des jours de Pâques, comme la visite des Saintes femmes au tombeau du Christ et l'apparition de Jésus après la résurrection. Ce programme forme un tout cohérent et trouve sa juste place autour de l'autel, où le mystère de la mort et de la résurrection est renouvelé à chaque messe.
Malheureusement, les sculptures ne sont pas intactes, et elles ont reçu une peinture criarde. Selon l'historien de l'art français Swiechowski , elles devraient provenir d'un atelier provençal itinérant. Le beau chapiteau de la Cène reçoit de loin la plus grande attention, surtout en raison de sa composition habile et de son grand talent artistique, qui, dans son utilisation parfaite des lignes, peut difficilement être attribué à la naïveté de l'art populaire.

Chapiteaux du chœur : la passion du Christ
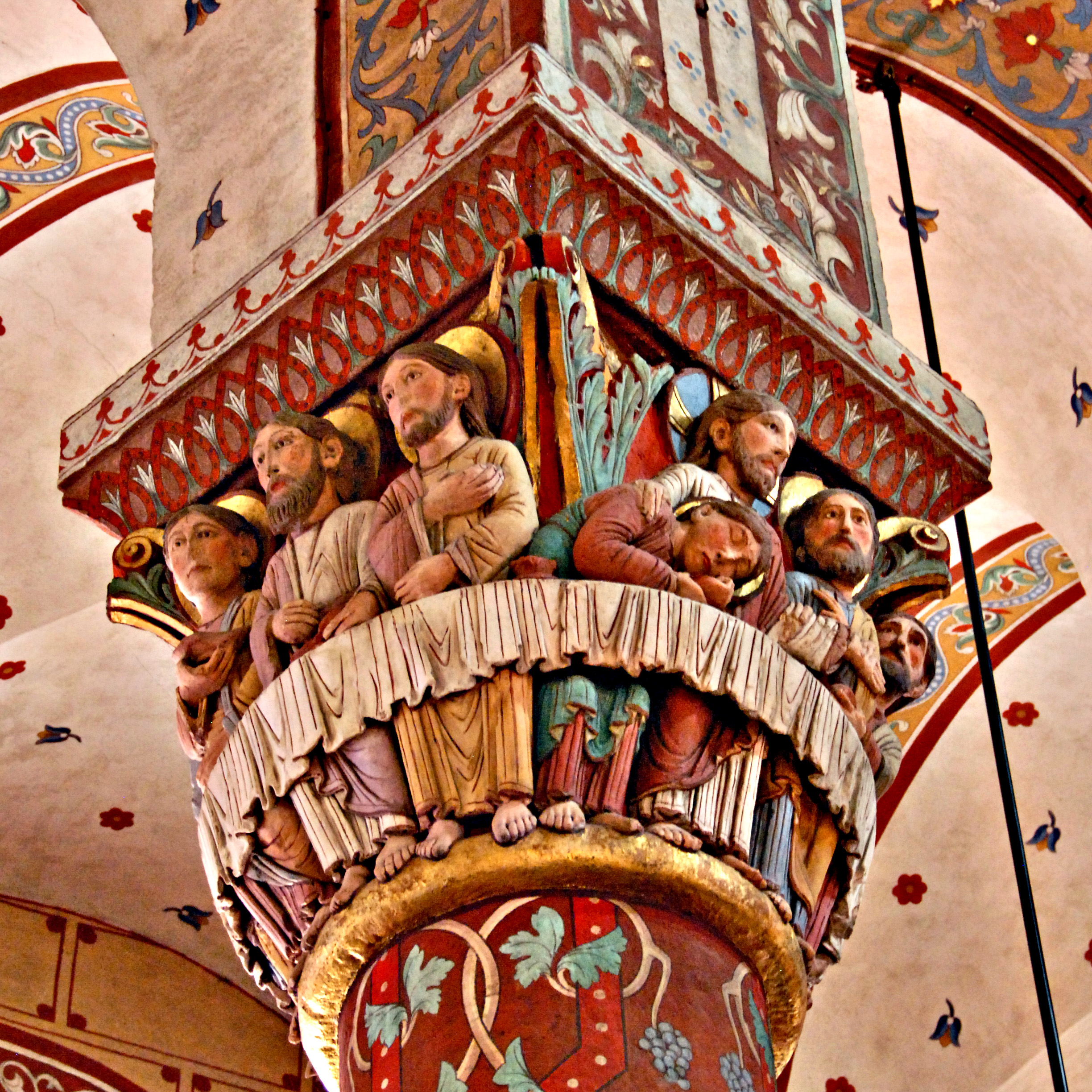
1. Dernière Cène, à droite le Christ avec Jean (endormi).
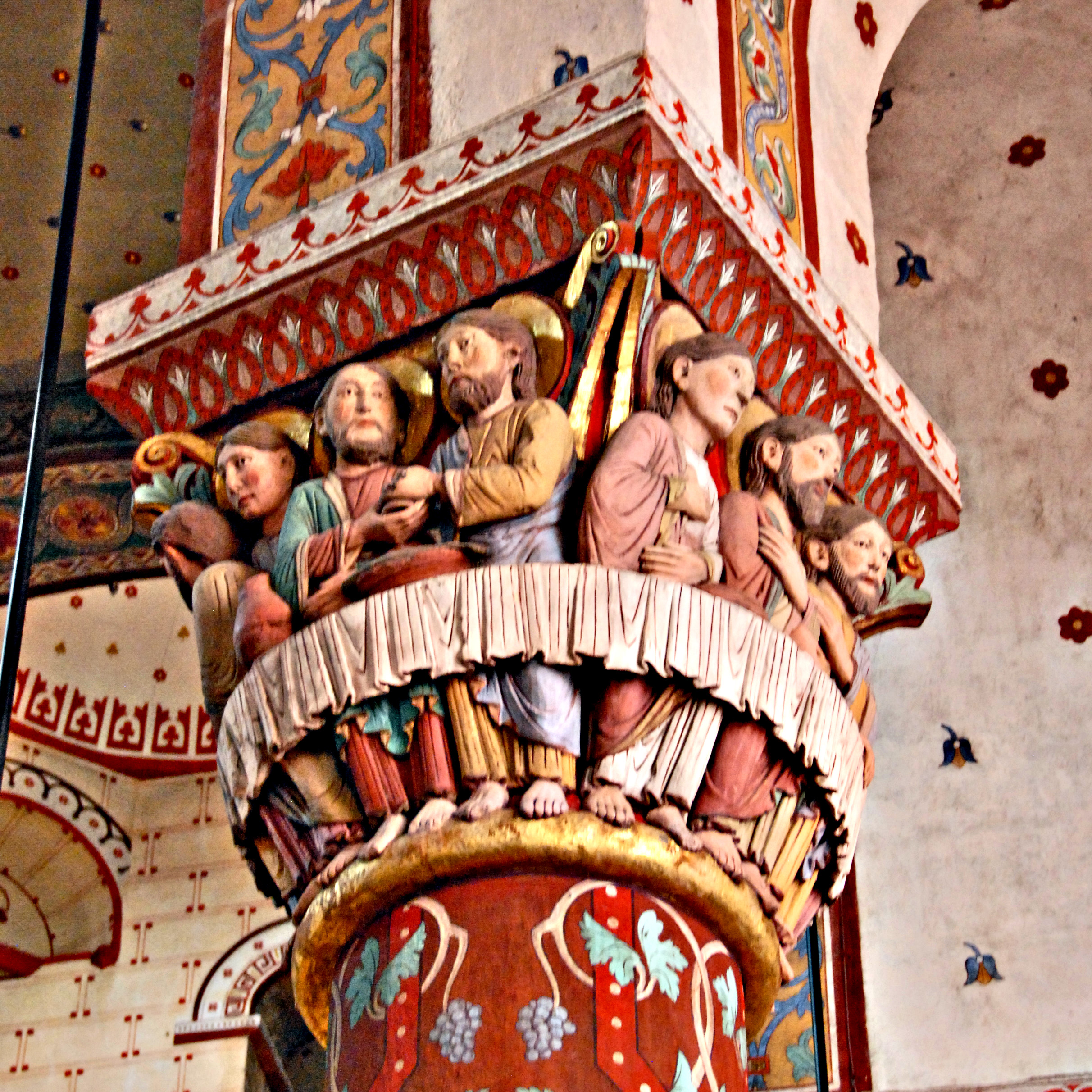
1. Dernière Cène.
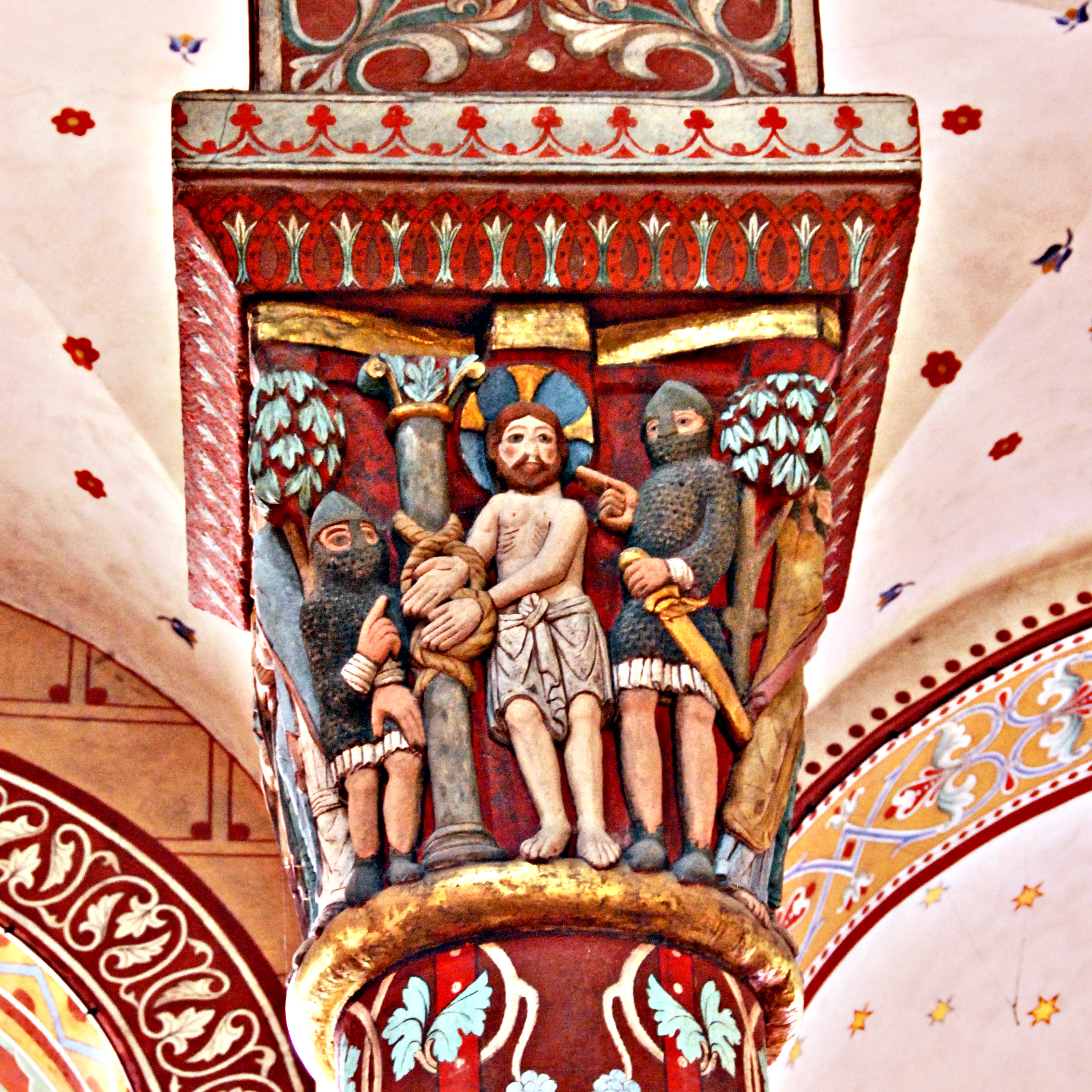
2. Flagellation du Christ.
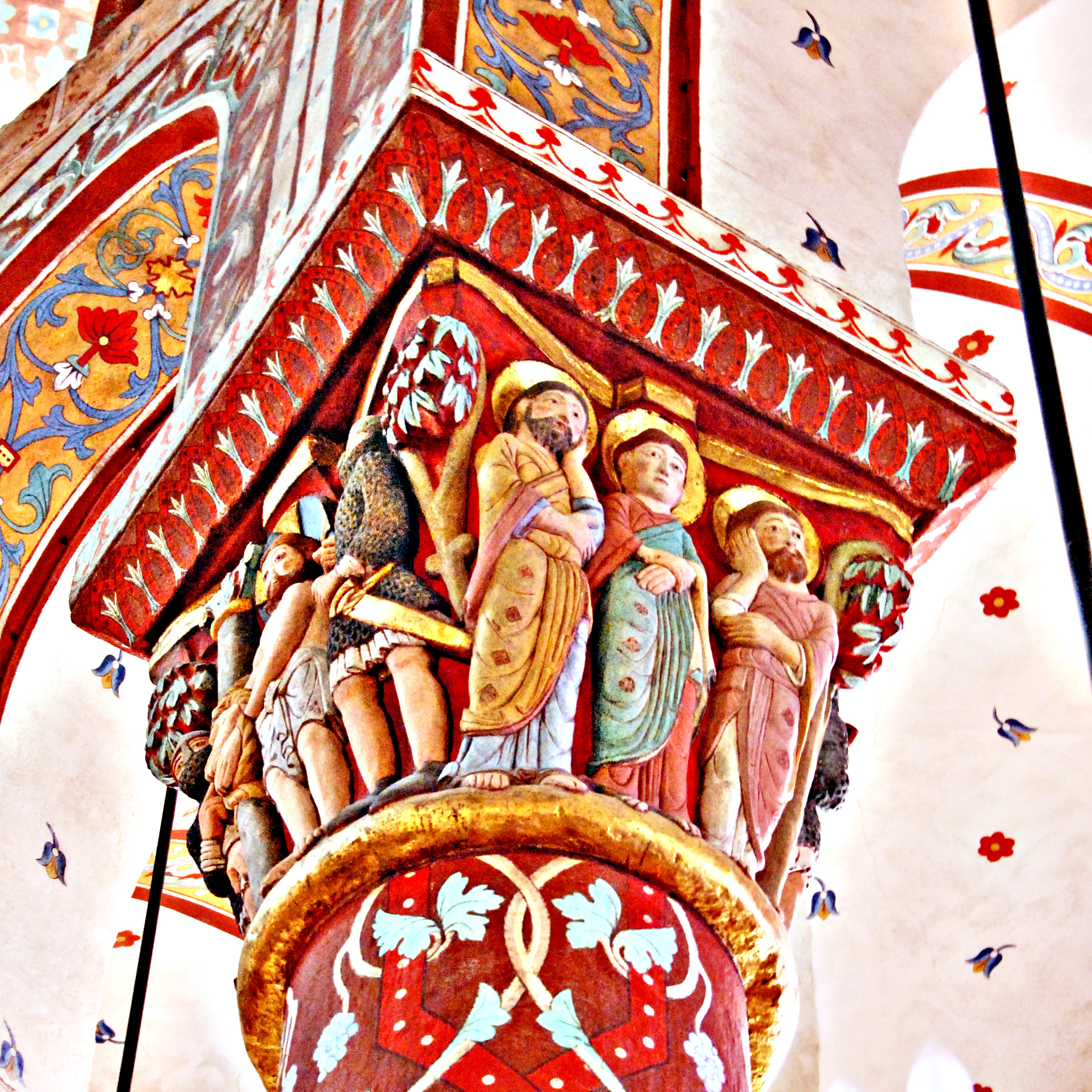
2. Trois disciples.
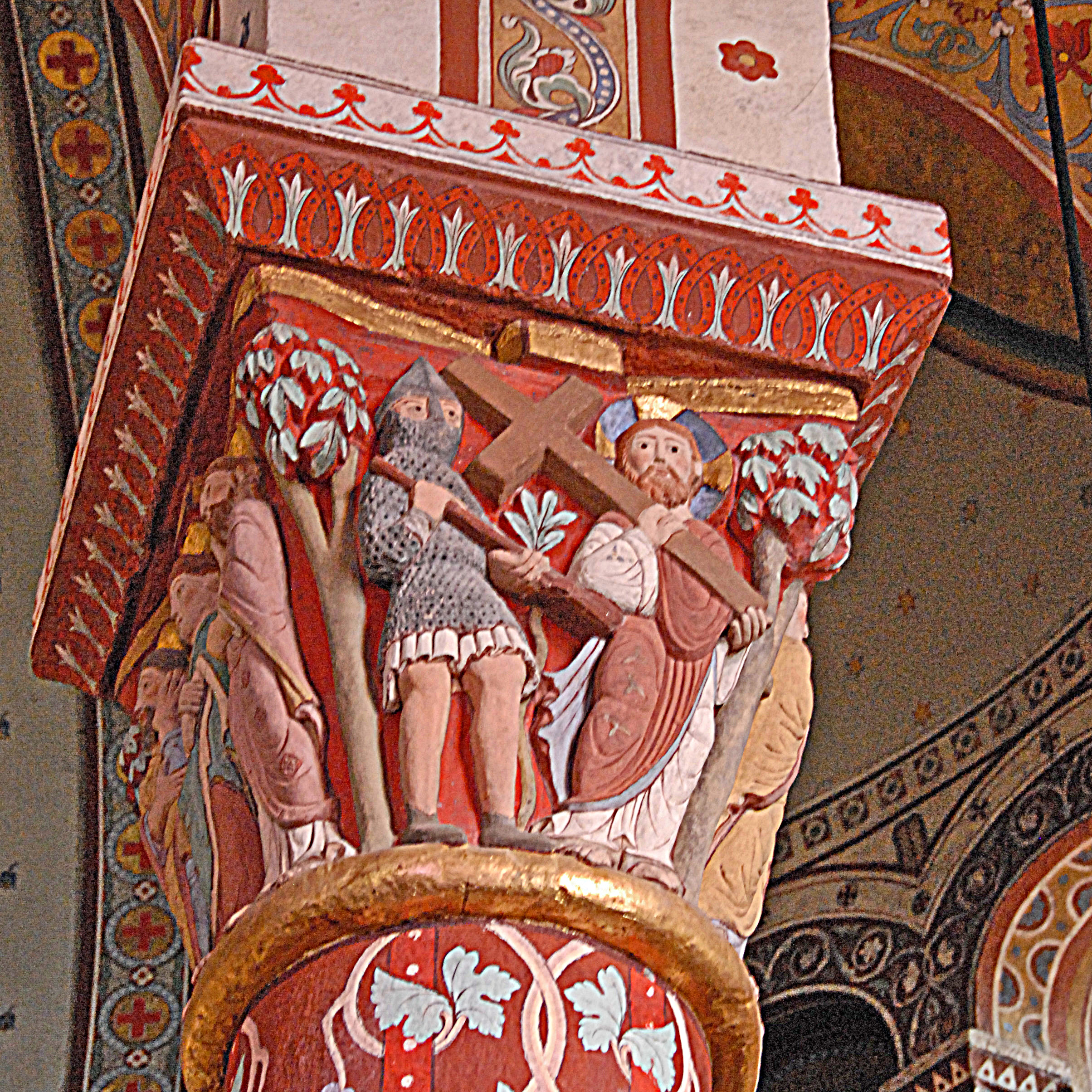
2. Portement de la Croix.
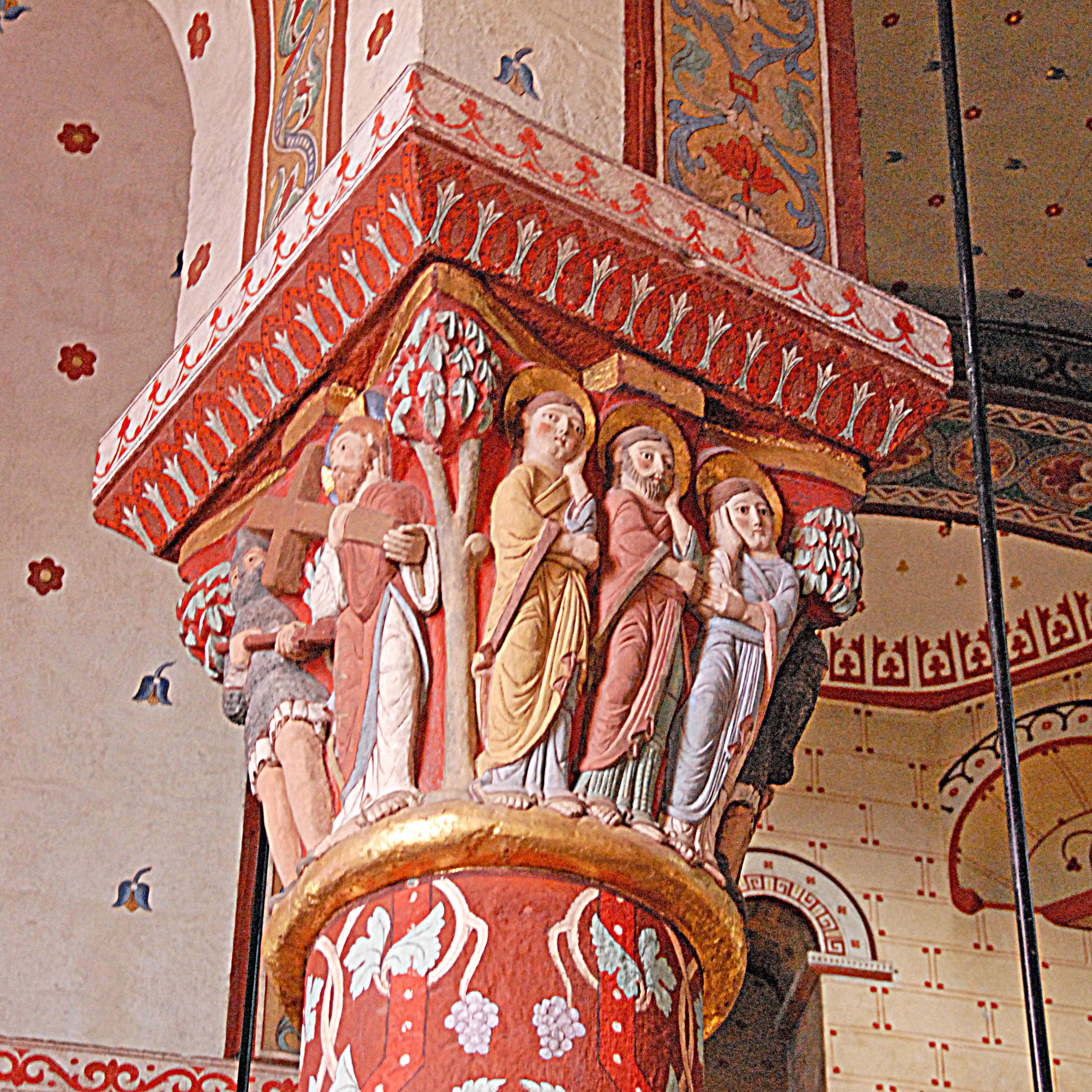
2. Trois autres disciples.
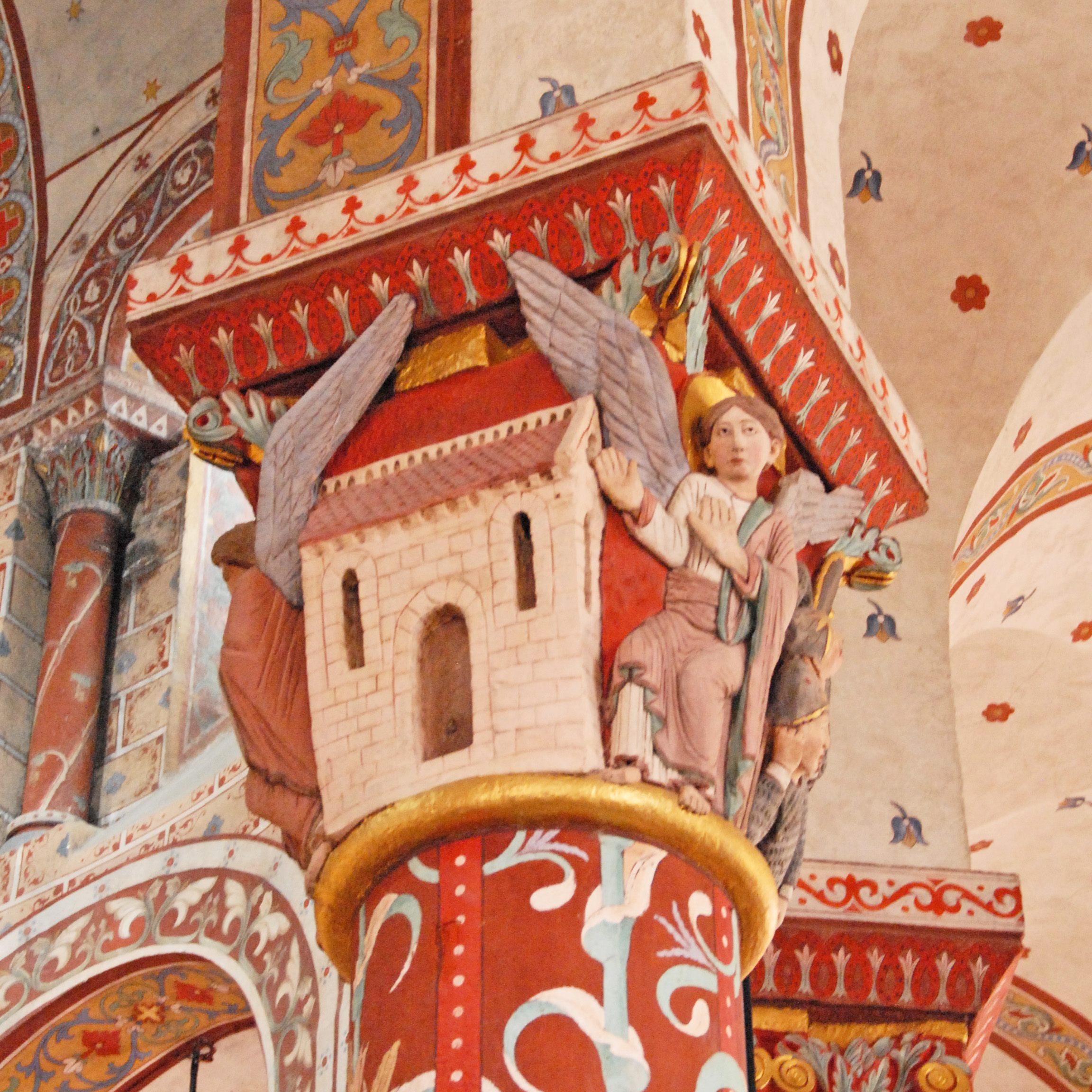
3. La porte du tombeau gardée par des anges
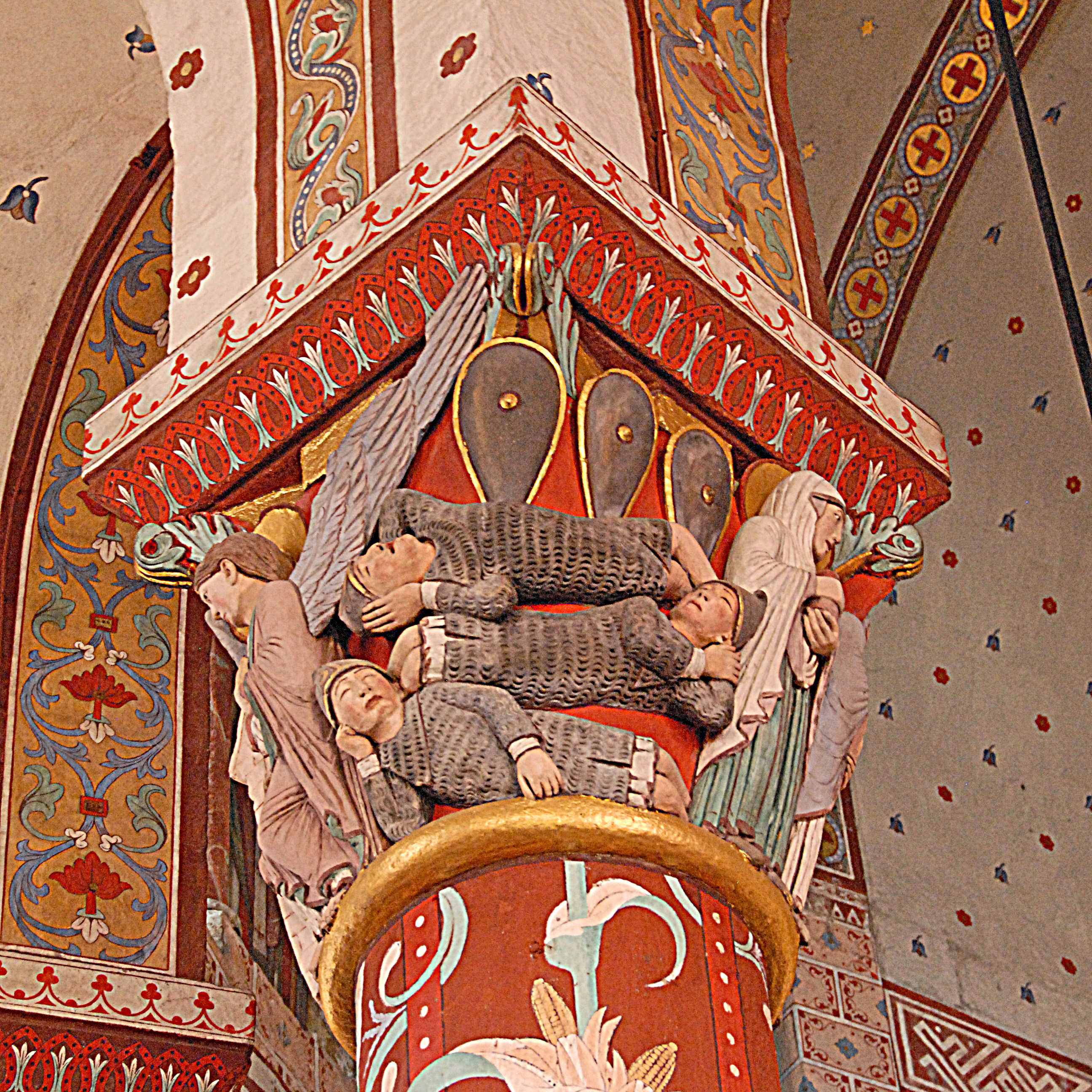
3. Les gardes endormis au tombeau.
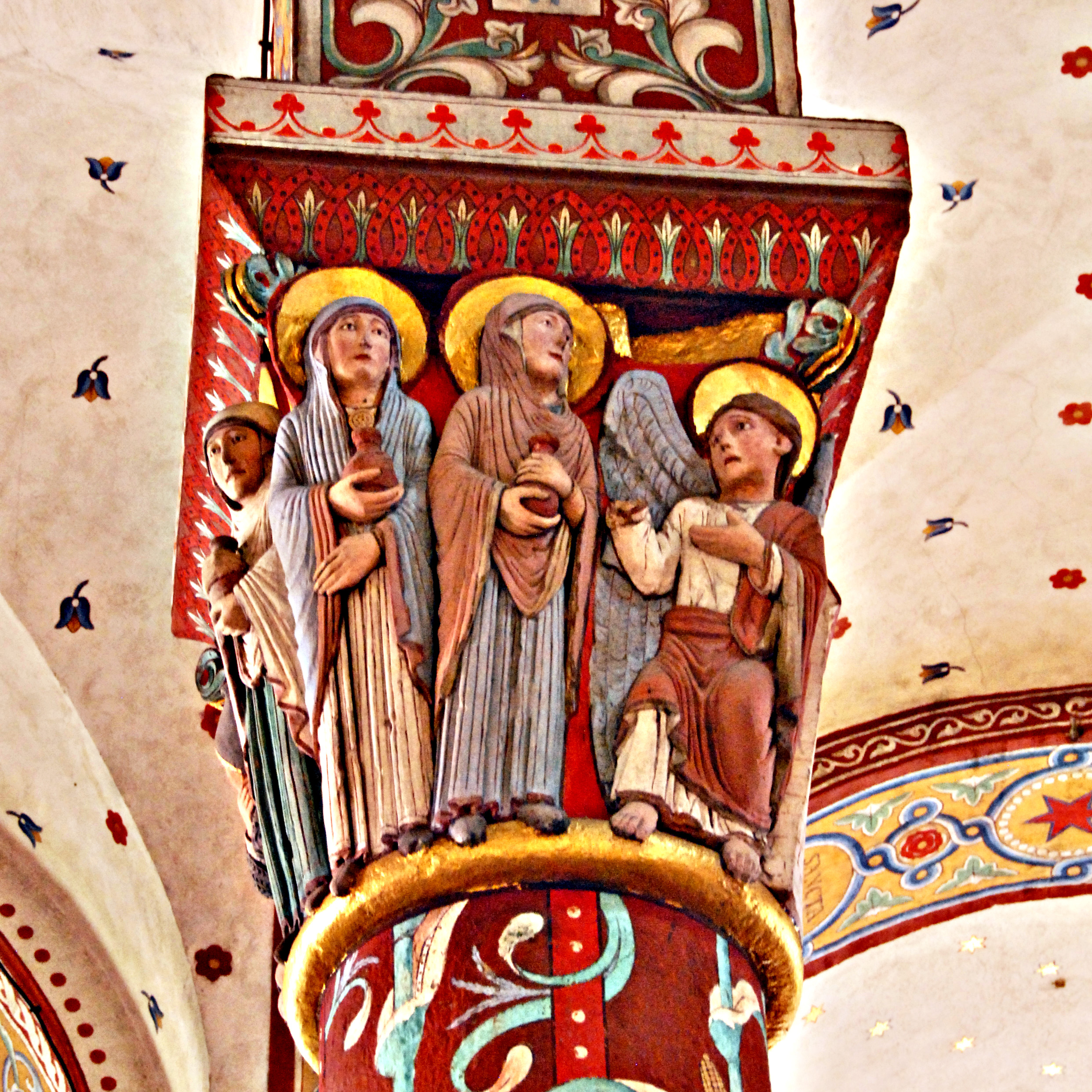
3. L'annonce de l'ange aux Saintes femmes.
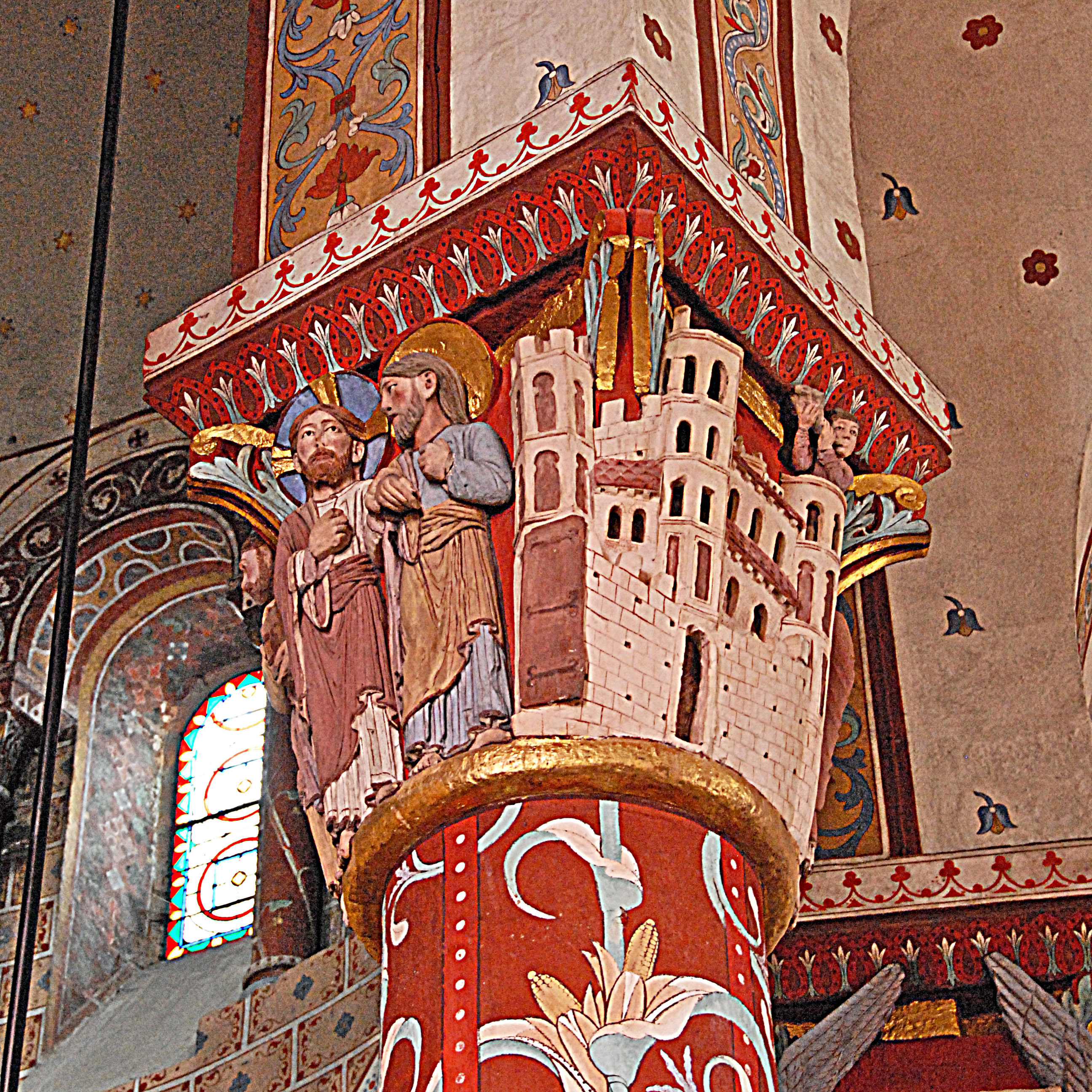
4. Le Christ apparaît aux disciples ; à droite, la Jérusalem céleste.

### Vitraux

Vitraux
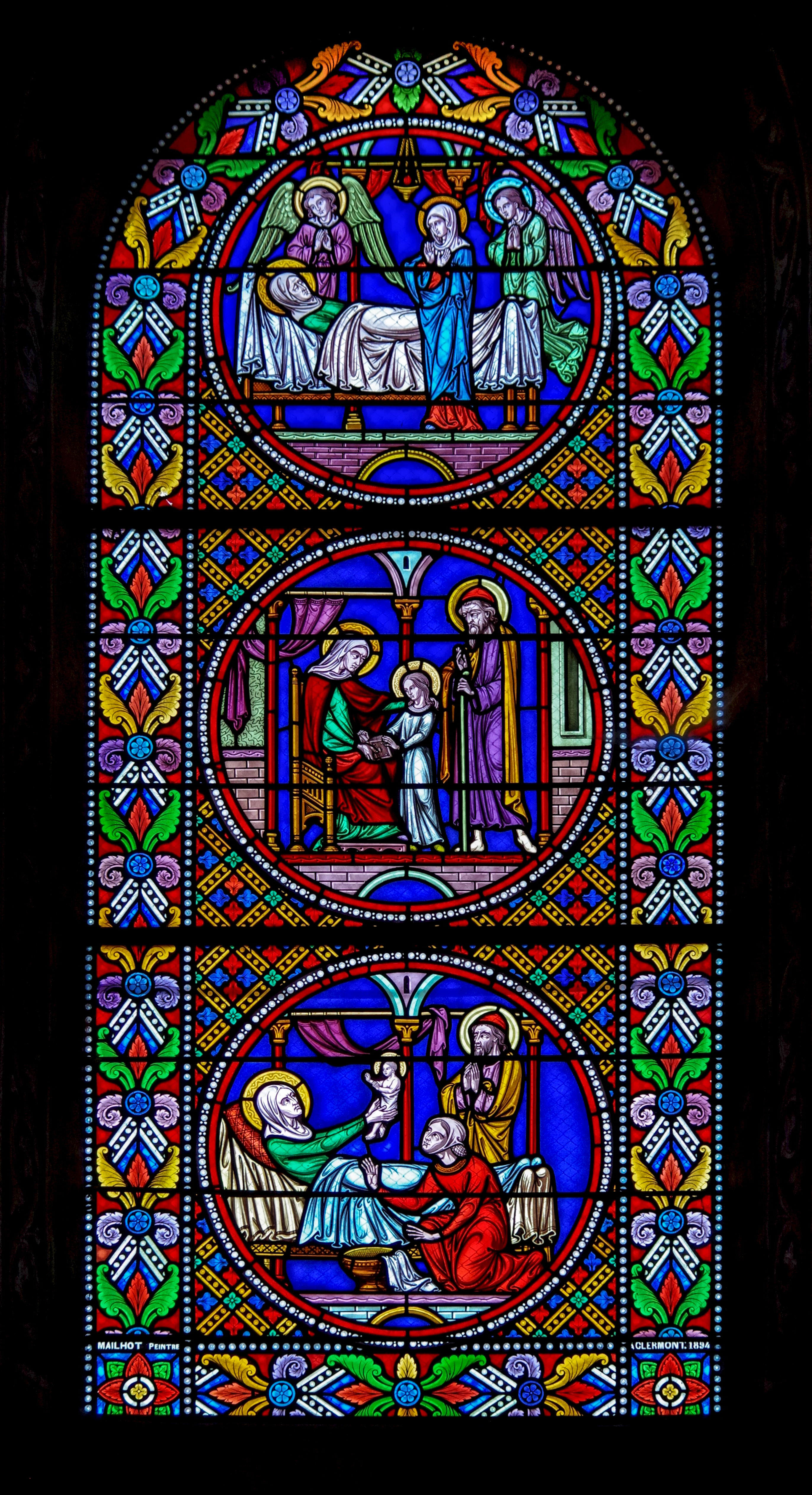
Vitrail sur la vie de sainte Anne.
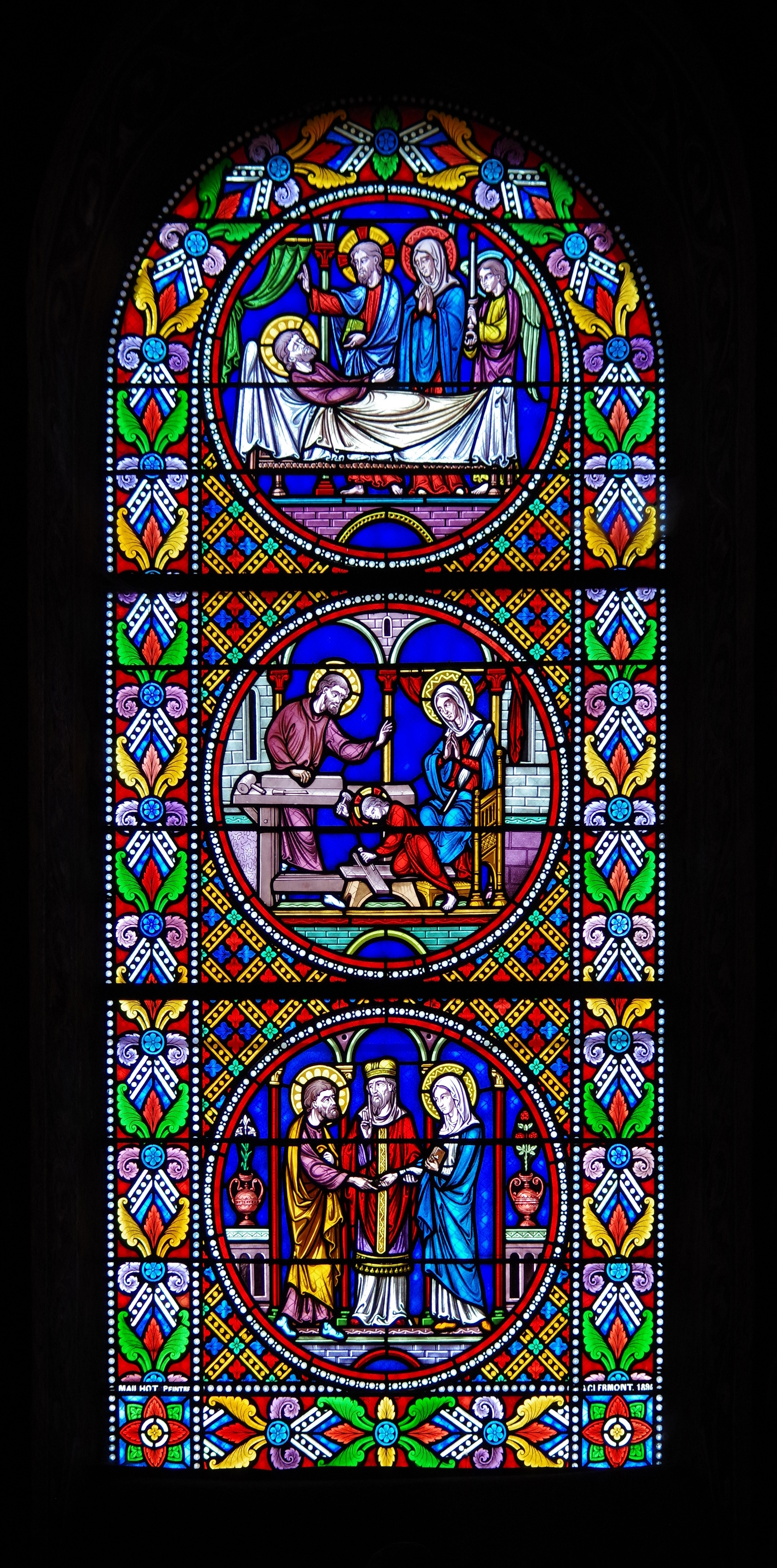
Vitrail sur la vie de saint Joseph.
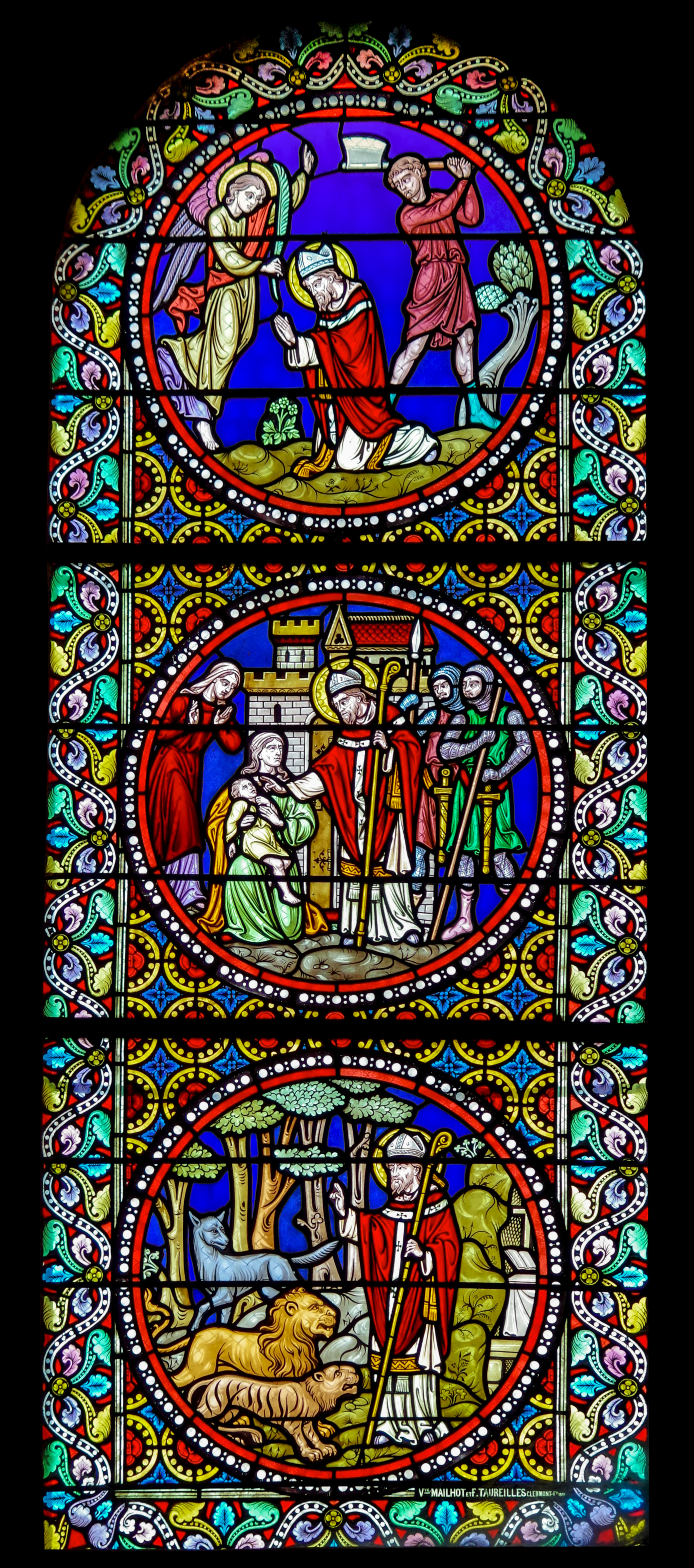
Vitrail sur la vie de saint Austremoine.